# 戈爾登 (密西西比州)
戈爾登（英語：Golden）是位於美國密西西比州蒂肖明戈縣的城鎮。

## 人口
根據2020年美國人口普查的數據，戈爾登的面積為1.50平方千米，皆為陸地。當地共有人口192人，而人口密度為每平方千米128人。